# Kirei na Sora
Singles de AAA
Friday Party
(2005) Dragon Fire
(2005)
Kirei na Sora est le 3esingle du groupe AAA sorti sous le label Avex Trax le 16 novembre 2005 au Japon. Il atteint la 17e place du classement de l'Oricon et reste classé 9 semaines, pour un total de 12 728 exemplaires vendus.
Kirei na Sora a été utilisé comme thème de fermeture de l'émission Oja Manbou. Cette chanson est présente sur la compilation Attack All Around, sur les 2 albums remix, Remix Attack et AAA Remix ~non-stop all singles~, ainsi que sur l'album et le mini album du même nom Attack.

## Liste des titres
| 1. | Kirei na Sora (きれいな空)                | Hara Hiroaki | Hara Hiroaki | 4:40 |
| 2. | Kirei na Sora (instrumental) (きれいな空) | Hara Hiroaki | Hara Hiroaki | 4:33 |

| 1. | Kirei na Sora (きれいな空) |  |